# Серебренников, Геннадий Григорьевич
Геннадий Григорьевич Серебренников (род. 3 апреля 1958) — российский серийный убийца, бывший майор МВД, совершивший 5 убийств свидетелей по делу своего сына.

## Биография

### Работа и семья
В 1981 году Геннадий Серебренников поступил в Елабужскую специальную среднюю школу милиции МВД СССР (Татарская АССР), которую в 1983 году окончил с отличием. Решением Государственной квалификационной комиссии от 29 августа]] 1983 года ему была присвоена квалификация юриста.
Серебренников двадцать лет проработал участковым в РОВД Советского района города Омска, после чего вышел на пенсию в звании майора. По воспоминаниям знавших его людей, он был готов на любые действия ради поддержания порядка на вверенной ему территории. Поднадзорный контингент ненавидел и боялся его.
Серебренников был женат, имел двух сыновей — Григория и Виктора. Оба имели проблемы с законом. Григорий, ещё когда его отец служил в милиции, привлекался по подозрению в совершении разбойного нападения, но когда прямо из кабинета следователя исчезло уголовное дело, был отпущен. Второй его сын Виктор был наркоманом.

### Преступления Григория Серебренникова
26 октября 2000 года Григорий Серебренников с тремя сообщниками — Сергеем и Александром Чикиревыми (отец и сын) и Сергеем Оконешниковым по кличке «Конь» — ворвался в квартиру предпринимательницы Марины Матанцевой, связали находившегося дома её несовершеннолетнего сына, заставили его показать, где лежат деньги, а затем ушли. По горячим следам были задержаны лишь двое участников нападения — Александр Чикирев и его отец. Сообщников они не выдали и были осуждены.
В 2001 году Григорий Серебренников в состоянии алкогольного опьянения сильно избил свою родственницу, в результате чего она скончалась. Свидетельницей убийства была невеста Григория Маргарита Никифорова. Она дала показания против него в милиции, но Григорию вновь удалось скрыться.
Спустя некоторое время в садоводческом товариществе «Химик» Григорий Серебренников устроил драку со своими собутыльниками, в результате чего один из них скончался. Григорий Серебренников был задержан, а второй его собутыльник Владимир Бурим дал против него показания.

### Преступления Геннадия Серебренникова
Геннадий Серебренников решил последовательно уничтожить всех свидетелей по делу своего сына. Первой его жертвой в конце октября или начале ноября 2000 года (точная дата так и не была установлена) стал Сергей Оконешников, которого, узнав о налёте на квартиру Матанцевой, он обманом завлёк на свою дачу и застрелил из обреза, а тело закопал в огороде. Об этом преступлении, как и обо всех последующих, он рассказал своим сыновьям.
14 июля 2001 года Геннадий и Григорий Серебренниковы поймали двух наркодилеров, продавших Виктору героин, затащили их в свою баню, где жестоко избили и изнасиловали, засняв это на видеокамеру. В милицию потерпевшие обращаться не стали.
Геннадий Серебренников хотел поручить убийство Никифоровой некоему Денису Латышеву, но тот отказался. 16 июня 2002 года бывший майор милиции выстрелил в него, а затем добил ударом заточки.
Затем Геннадий Серебренников заставил своего сына Григория, скрывавшегося от преследования со стороны милиции, убить его невесту Никифорову. В ночь на 13 июля 2002 года Григорий застрелил её, затем вместе с отцом отрубил ей лопатой голову и зарыл в земле.
2 февраля 2003 года жертвой Геннадия Серебренникова стал очевидец драки в товариществе «Химик» Владимир Бурим. Бывший майор пытался уговорить его не давать показаний против его сына, но безуспешно. Тогда Серебренников напоил его водкой, вывел в пьяном виде на улицу и убил ударом ножа, сымитировав убийство с целью ограбления.
Когда летом 2003 года из колонии условно-досрочно освободился Александр Чикирев, который вышел на свободу раньше потому, что согласился оказать помощь следствию и дать показания против разыскиваемого Оконешникова и уже арестованного к тому времени Григория Серебренникова, Геннадий пытался уговорить его отказаться от показаний, но безуспешно. В результате в ночь на 14 июля 2003 года Геннадий Серебренников проник в частный дом, где в тот момент спали сам Александр Чикирев и его беременная невеста Анна Киселёва. Серебренников-старший хладнокровно застрелил обоих, а затем поджёг дом и скрылся.

### Арест, следствие и суд
Геннадия Серебренникова подвели два обстоятельства — то, что он рассказывал о своих преступлениях своему сыну Виктору, и то, что убить Никифорову он заставил Григория. На одном из допросов Григорий Серебренников, когда речь зашла о его невесте, разрыдался и во всём признался. Затем рассказал о преступлениях отца и задержанный за хранение наркотиков Виктор Серебренников. Сам же Геннадий Серебренников на протяжении следствия и суда так ни в чём и не признался.
В сентябре 2005 года Омский областной суд приговорил Геннадия Серебренникова к пожизненному лишению свободы в колонии особого режима, Григория Серебренникова — к 15 годам лишения свободы. Верховный суд России оставил приговор без изменений. Геннадий Серебренников был отправлен отбывать назначенное ему наказание в колонию «Белый лебедь» в Пермском крае.

## В массовой культуре
- Документальный фильм «Чистильщик» из цикла «Криминальная Россия» (2006)[2]
- Документальный фильм «Отец и сын» из цикла «Честный детектив» (2007)[6]
- Документальный фильм «Отец и дети» из цикла «Основано на реальных событиях. Омск» (2020)[7][8]
- Документальный фильм «Серебряные реки: новая глава» из цикла «Основано на реальных событиях. Омск» (2023)[9]